# Сок, Джек
Джек Сок (англ. Jack Sock; род. 24 сентября 1992 года в Линкольне, США) — американский теннисист; олимпийский чемпион 2016 года в смешанном парном разряде с Беттани Маттек-Сэндс; бронзовый призёр Олимпийских игр 2016 года в парном разряде с Стивом Джонсоном; четырёхкратный победитель турниров Большого шлема (три раза — в мужском парном разряде и один в миксте); победитель Итогового Турнира ATP-2018 в парном разряде; победитель 21 турнира ATP (из них четыре в одиночном разряде); победитель одного юниорского турнира Большого шлема в одиночном разряде (Открытый чемпионат США-2010).

## Общая информация
Джек — один из двух сыновей Пэм и Ларри Соков; его брата зовут Эрик.
Американец — потомственный спортсмен: его отец на досуге играет в гольф, а мать — в теннис. Именно её забывчивость в своё время привела к тому, что Сок-младший попробовал играть в теннис. Любимые покрытия — хард и грунт, лучший удар — форхенд.
13 декабря 2020 года Сок женился на своей возлюбленной Лоре Литтл. В ноябре 2023 года у них родился сын Броди Брайан.

## Спортивная карьера

### Начало карьеры
В конце 2009 года Джек Сок выигрывает первый свой турнир из серии «фьючерс». В 2010 году ему удается достичь успеха на юниорском турнире Открытого чемпионата США. Здесь же он дебютирует и в основных соревнованиях турниров серии Большого шлема, но уступает в первом раунде Марко Кьюдинелли 1-6, 4-6, 6-1, 1-6. В марте 2011 года получает специальное приглашение от организаторов турнира в Майами, где на старте уступил Карлосу Берлоку 5-7, 6-7(6). На Открытом чемпионате США 2011 года в одиночных соревнования Соку удалось преодолеть барьер первого круга и обыграть Марка Жикеля 6-4, 6-3, 1-6, 6-4. Во втором раунде он в трех сетах уступает Энди Роддику 3-6, 3-6, 4-6. Главный успех на этом турнире ожидал Джека в соревнованиях в смешанном парном разряде. Вместе с Мелани Уден он становится победителем турнира и выигравает первый титул в карьере трофей из серии Большого шлема.
Результаты матчей
| Раунд      | Соперники                                 | Посев | Счёт                |
| ---------- | ----------------------------------------- | ----- | ------------------- |
| 1          | Владимира Углиржова Филип Полашек         |       | 6-4, 0-6, [11-9]    |
| 2          | Лизель Хубер Боб Брайан                   | 1     | 2-6, 6-3, [10-6]    |
| 1/4 финала | Барбора Заглавова-Стрыцова Филипп Пецшнер |       | 6-3, 7-6(3)         |
| 1/2 финала | Елена Веснина Леандер Паес                | 7     | Без игры            |
| Финал      | Хисела Дулко Эдуардо Шванк                | 8     | 7-6(4), 4-6, [10-8] |

Сезон 2012 года Сок начал с победы на «фьючерсе». В феврале и марте он стабильно выступает в основном туре ассоциации, получая приглашение от организаторов турниров, проходящих в США. На этих турнирах он каждый раз выбывал на стадии первого раунда. После этого на профессиональный корт он вышел только в июле на турнире в Ньюпорте, где добрался до второго раунда. Через неделю после этого Сок впервые сыграл в четвертьфинале на одиночных соревнованиях ATP, пробившись в эту стадию на турнире в Атланте. На Открытом чемпионате США Джек выиграл у Флорина Майера и Флавио Чиполла и смог, таким образом, пройти в третий раунд. Путь дальше ему закрыл испанец Николас Альмагро. В середине октября американский теннисист выиграл титул на турнире серии «челленджер», проходившим в Тибуроне. В ноябре он вышел в финал «челленджера» в Шампейне.
В феврале 2013 года на турнире в Мемфисе Сок вышел в четвертьфинал, а в парном разряде совместно с Джеймсом Блейком сыграл в финале. Через неделю Блейк и Сок становятся победителями парных соревнований в Делрей-Бич. В мае через квалификацию Джек пробился на Открытый чемпионат Франции, где в первом раунде выиграл Гильермо Гарсию-Лопеса, а во втором уступил Томми Хаасу. В июле у Сока получается выиграть «челленджер» в Уиннетке. Этот результат позволяет американцу впервые попасть в Топ-100 мирового рейтинга. На Открытом чемпионате США, как и год назад, он смог выйти в третий раунд. По итогам сезона он остался в двух шагах от первой сотни, заняв 102-е место.

### 2014—2015 (победа на Уимблдоне и первый одиночный титул)
Сезон 2014 Джек начинает с выхода в 1/4 финала в Окленде и возвращается в первую сотню. На Открытом чемпионате Австралии он во втором раунде проиграл французу Гаэлю Монфису. В феврале на турнире в Мемфисе ему вновь удаётся пройти в стадию четвертьфинала. Следующий раз до 1/4 финала американский теннисист доходит в апреле на грунтовом турнире в Хьюстоне. На Открытом чемпионате Франции Сок прошёл Николаса Альмагро и Стива Джонсона, но не смог в третьем раунде обыграть Душана Лайовича. На Уимблдонском турнире он во втором раунде проиграл Милошу Раоничу. Зато в альянсе с другим представителем Канады Вашеком Поспишилом в мужском парном разряде Джек Сок неожиданно смог выиграть титул Большого шлема. В финале Поспишилу и Соку потребовались все пять сетов, чтобы одолеть первую пару мира Боба и Майка Брайанов.
| Стадия  | Соперники (посев)                      | Рейтинг | Счёт                      |
| 1 раунд | Робин Хасе Йессе Хута Галунг           | 62 / 73 | 6-3 6-2 6-2               |
| 2 раунд | Рохан Бопанна Айсам-уль-Хак Куреши (8) | 17 / 21 | 6-7(3) 7-6(5) 6-3 4-6 7-5 |
| 3 раунд | Мате Павич Андре Са                    | 48 / 72 | 7-6(3) 7-6(3) 6-4         |
| 1/4     | Александр Пейя Бруно Соарес (2)        | 3 / 3   | 6-4 3-6 7-6(6) 6-4        |
| 1/2     | Леандер Паес Радек Штепанек (5)        | 13 / 10 | 7-6(5) 6-3 6-4            |
| Финал   | Боб Брайан Майк Брайан (1)             | 1 / 1   | 7-6(5) 6-7(3) 6-4 3-6 7-5 |

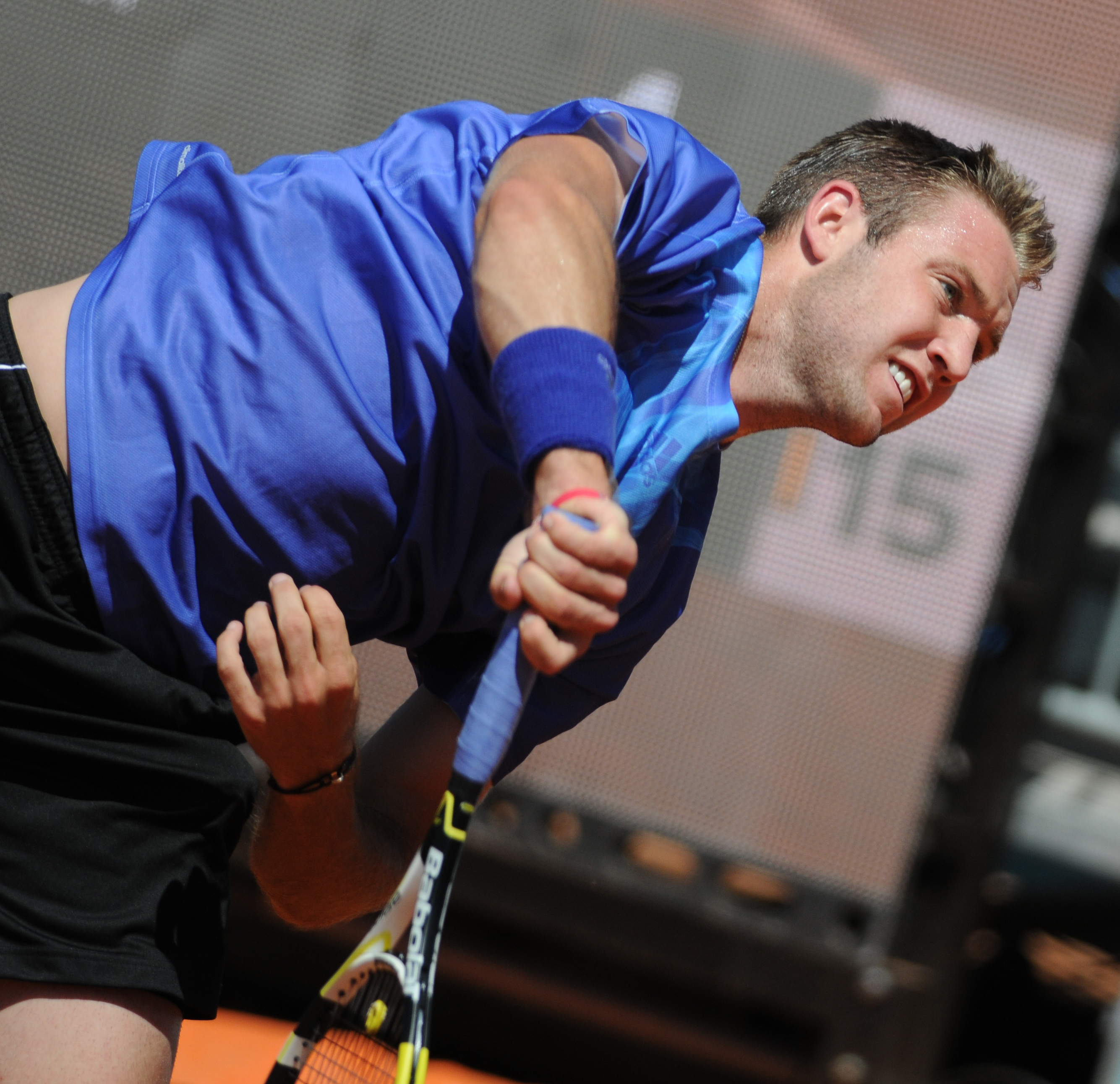
Сок на турнире в Мадриде 2015 года

После Уимблдона Сок выступил на турнире в Ньюпорте, где смог выйти в полуфинал. До такой же стадии он добирается и на турнире в Атланте, где к тому же в парном разряде он берёт титул совместно с Вашеком Поспишилом. На Мастерсе в Цинциннати их дуэт смог выйти в финал, где у них взяли реванш за поражение на Уимблдоне братья Брайаны. На Открытом чемпионате США Сок проиграл в первом раунде Пабло Андухару. В самом конце сентября на турнире в Токио он вышел в четвертьфинал. В октябре на Мастерсе в Шанхае американец смог обыграть сильных соперников Бернарда Томича и Кэя Нисикори, а вот в третьем раунде не смог справиться с французом Жюльеном Беннето. На турнире в Стокгольме он попадает в четвертьфинал, а в парном разряде выходит в финал. Прорывной для себя сезон Сок завершил уже на 42-й строчке в одиночном и 15-й в парном рейтингах.
Старт сезона 2015 года Сок пропускает и возвращается в тур в марте на турнире серии Мастерс в Индиан-Уэлсе. Он сразу смог показать неплохой результат: в одиночном турнире Джек вышел в четвёртый раунд, где проигрывает Роджеру Федереру 3-6, 2-6. В парных соревнованиях он смог победить в дуэте со своим постоянным партнёром Вашеком Поспишилом. Это позволило американцу впервые попасть в Топ-10 парного рейтинга. На следующем Мастерсе в Майами он проходит в третий раунд, где его переигрывает Доминик Тим. В парах Поспишил и Сок вышли в финал, где не смогли победить братьев Брайанов. В апреле на грунтовом турнире в Хьюстоне Джек выиграл первый в профессиональной карьере одиночный титул на турнирах ATP. В финале он смог обыграть соотечественника Сэма Куэрри со счётом 7-6(9) 7-6(2). Неплохо продвинулся по сетке Сок на Открытом чемпионате Франции, сумев пройти до четвёртого раунда (лучший его результат на турнирах Большого шлема на тот момент). Путь в 1/4 финала для него закрыл Рафаэль Надаль. В парных соревнованиях Поспишил и Сок вышли в четвертьфинал.
На Уимблдонском турнире 2015 года Сок выбывает уже в первом раунде, а в парах он не смог защитить прошлогодний титул, проиграв с Поспишилом на стадии третьего раунда. В июле на травяном турнире в Ньюпорте Джек смог дойти до полуфинала. В августе он вышел в 1/4 финала в Вашингтоне. В рейтинге среди одиночке он поднимается в Топ-30. На кортах Открытого чемпионата США Сок проигрывает во втором раунде бельгийскому теннисисту Рубену Бемельмансу. В октябре на турнире в Пекине Поспишил и Сок выиграли парный приз. В конце месяца на турнире в Стокгольме ему удалось выйти в финал, обыграв таких теннисистов как Пабло Карреньо Буста, Фернандо Вердаско, Жиль Симон и Ришар Гаске. В финале Джек уступает Томашу Бердыху 6-7(1), 2-6. В парных соревнованиях турнира в Стокгольме он стал чемпионом, сыграв в розыгрыше турнира в альянсе с Николасом Монро. Через неделю после этого, Сок выступил на турнире в Базеле, где вышел в полуфинал, уступив там Роджеру Федереру. В концовке сезона в парах Сок и Поспишил вышли в финал Мастерса в Париже. За сезон 2015 года Сок смог прибавить в одиночном рейтинге и занял уже 26-ю позицию. В парном рейтинге он вновь финишировал Топ-20 (19-е место).

### 2016—2017 (золото Олимпиады в миксте и топ-10 в одиночном рейтинге)
Сезон 2016 года Сок начал с выступления на командном турнире Кубок Хопмана, где в составе команды США он занял в группе последнее четвёртое место. На турнире в Окленде ему удалось выйти в финал и обыграть в том числе в полуфинале Давида Феррера. В решающем матче за титул Джек проиграл другому испанцу Роберто Баутисте, отказавшись продолжать игру во втором сете при счёте 1-6, 0-1 в пользу Роберто. На Открытом чемпионате Австралии он проиграл во втором раунде Лукашу Росолу, а в парных соревнованиях с Поспишилом прошёл в четвертьфинал. В марте Поспишил и Сок не смогли защитить прошлогодний титул на Мастерсе в Индиан-Уэлсе, проиграв в финале Николя Маю и Пьер-Югу Эрберу. В апреле он вновь сыграл в финале на турнире в Хьюстоне, но на этот раз не смог стать чемпионом, уступив Хуану Монако 6-3, 3-6, 5-7. В мае на кортах Ролан Гаррос Сок проходит в третий раунд, где его останавливает Альберт Рамос. На Уимблдонском турнире на той же стадии он уступает финалисту того розыгрыша Милошу Раоничу.
В июле 2016 года Сок вышел в четвертьфинал турнира в Вашингтоне. В августе он выступил на Олимпиаде, которая проводилась в Рио-де-Жанейро. В одиночном разряде он вылетел уже на старте, проиграв японцу Таро Даниэлю. В мужском парном разряде совместно со Стивом Джонсоном он смог выиграть бронзовую медаль. В соревнованиях в смешанном парном разряде Сока ждал триумф. Он в дуэте с Бетани Маттек-Сандс смог переиграть всех соперников и стать Олимпийским чемпионом.
Результаты матчей
| Раунд      | Соперники                      | Посев | Счёт              |
| ---------- | ------------------------------ | ----- | ----------------- |
| 1          | Йоханна Конта Джейми Маррей    |       | 6-4 6-3           |
| 1/4 финала | Тельяна Перейра Марсело Мело   | IP    | 6-4 6-4           |
| 1/2 финала | Луция Градецкая Радек Штепанек | IP    | 6-4 7-6(3)        |
| Финал      | Винус Уильямс Раджив Рам       | IP    | 6-7(3) 6-1 [10-7] |

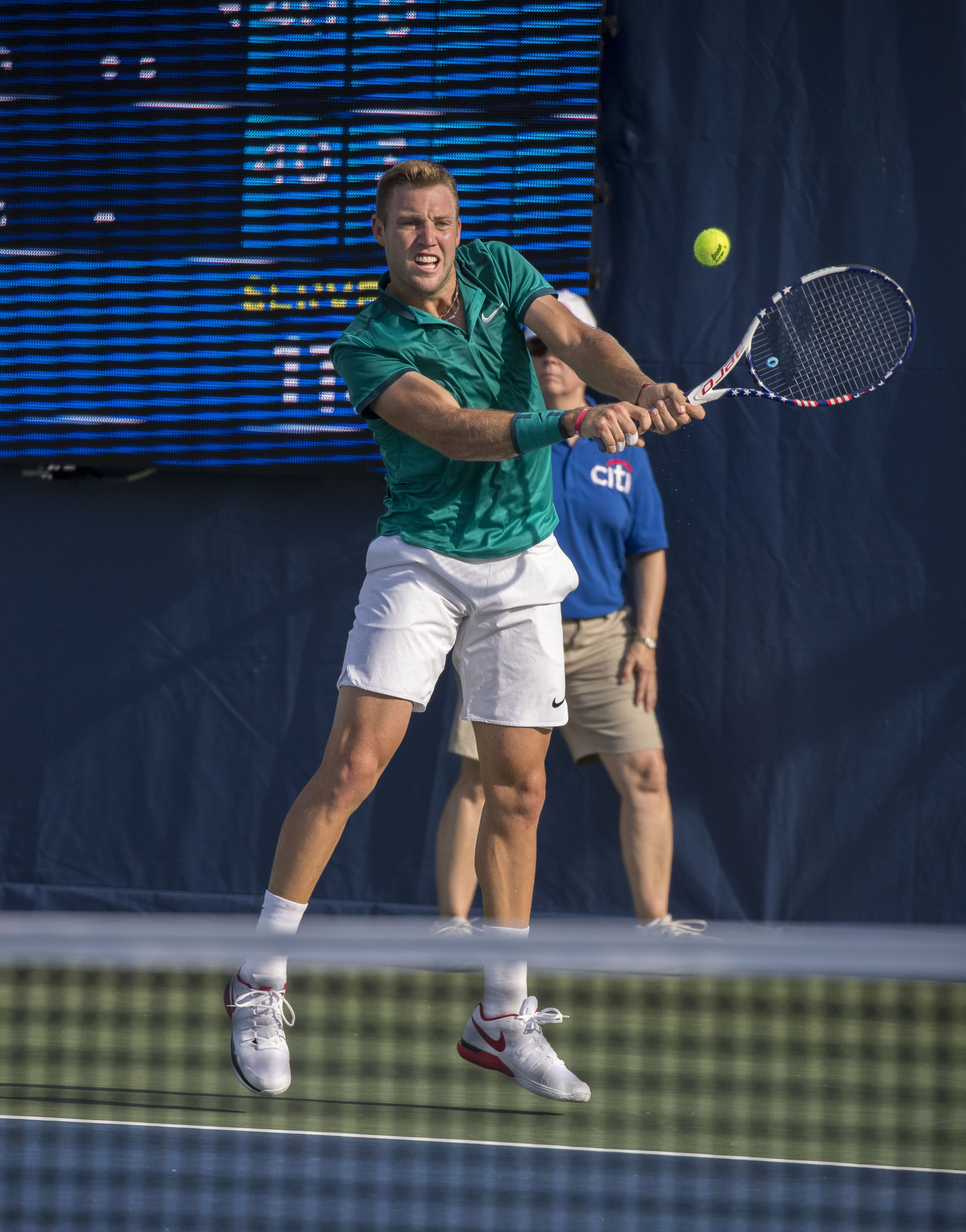
Сок на турнире в Вашингтоне 2016 года

На Открытом чемпионате США Джек смог выйти в четвёртый раунд, обыграв в том числе в третьем раунде чемпиона этого турнира 2014 года Марина Чилича (6-4, 6-3, 6-3). в борьбе за выход в четвертьфинал он проигрывает Жо-Вильфриду Тсонга (3-6 3-6 7-6(7) 2-6). На турнире в Пекине в октябре на парных соревнованиях дуэт Бернард Томич / Джек Сок вышел в финал. На Мастерсе в Шанхае уже в альянсе с соотечественником Джоном Изнером ему удалось выиграть главный парный трофей.
Сезон 2017 года стал самым успешным в карьере Сока по результатам выступлений в одиночном разряде. Начал свои выступления он в начале января на неофициальном командном турнире Кубок Хопмана и смог в команде США совместно с Коко Вандевеге дойти до финала, где они проиграли команде Франции. После этого он смог завоевать свой второй одиночный титул в Туре, победив на турнире в Окленде. Эта победа принесла американцу место в топ-20 одиночного рейтинга. В финале Джек переиграл португальского теннисиста Жуана Соузу со счётом 6-3, 5-7, 6-3. На Открытом чемпионате Австралии Сок впервые добрался до третьего раунда одиночных соревнований. В феврале он стал чемпионом турнира в Делрей-Бич, дойдя до финала, который не был сыгран по причине отказа от участие в нём из-за здоровья Милоша Раонича.
В марте на мастерсе в Индиан-Уэлсе Сок впервые смог дойти до полуфинала турнира этой престижной серии. В 1/4 финала он смог обыграть № 5 в мире на тот момент Кэя Нисикори, а в борьбе за финал уступил Роджеру Федереру. На следующем Мастерсе в Майами Сок сыграл тоже весьма удачно. В одиночном разряде он впервые сумел дойти до четвертьфинала, а в парном разряде дошёл до финала в партнёрстве с Николасом Монро. В грунтовой части сезона лучшими результатами Сока стали выход в полуфинал турнира в Хьюстоне, а также третий раунд мастерса в Риме. В августе на турнире в Вашингтоне он смог обыграть Милоша Раонича и выйти в полуфинал.
В октябре в парных соревнованиях турнира в Пекине Сок смог выйти в финал в альянсе с Джоном Изнером. Затем после двух четвертьфиналов в одиночном разряде ему удалось завоевать главный индивидуальный титул в карьере. Сок впервые смог выиграть на турнире серии мастерс, завоевав главный приз в Париже. Во многом этому способствовали неудачи и отказы от участия главных фаворитов. Джек на турнире не сыграл ни одного матча против теннисиста из топ-10, а в финале выиграл у 77-го в мире на тот момент Филипа Краиновича — 5-7, 6-4, 6-1. Благодаря этому успеху, Сок в мировом рейтинге поднялся с 22-го сразу на 8-е место и это позволило американцу впервые сыграть на Итоговом турнире. Дебютант сыграл достаточно уверенно и смог одержать в группе победы над Марино Чиличем и Александром Зверевым. Выйдя в 1/2 финала со второго места в группе, Сок сыграл против Григора Димитрова и проиграл ему в трёх сетах. По итогам 2017 года Джеку удалось финишировать на 8-й позиции одиночного рейтинга.

### 2018—2019 (два Больших шлема в паре с Майком Брайаном)
В отличие от предыдущего сезона, основные успехи в 2018 году пришлись на выступления в парном разряде. В одиночном разряде единственный выигранный матч на турнирах Большого Шлема пришёлся на Открытый чемпионат США, а единственный турнир, где Сок одержал две победы подряд, стал последний Мастерс в Париже, где он вышел в четвертьфинал. Из-за низких результатов он из топ-10 упал в рейтинге за пределы первой сотни.
При этом в парном разряде это был один из лучших сезонов. В феврале он выиграл турнир в Делрей-Бич в паре с Джексоном Уитроу. В марте Сок выиграл Мастерс в Индиан-Уэлсе с Джоном Изнером. В финале были обыграны братья Брайаны. Титул стал десятым в карьере Джека, завоеванным в Туре в мужских парах. В мае на грунте Джек выиграл турнир в Лионе в дуэте с Ником Кирьосом. На Открытом чемпионате Франции он сыграл со Стивом Джонсоном и проиграл в третьем круге.
Последующие главные турниры Джек провёл с одним партнёром — Майком Брайаном, который объединился с ним из-за травмы и последовавшей операции на ноге его брата-близнеца Боба. Дуэт со знаменитым парным игроком сразу принёс результат. На первом совместном Большом шлеме — Уимблдоне они смогли обыграть всех соперников и завоевать титул. При этом путь к победе был не простым и включил в себя три пятисетовых матча, в том числе и в финале.
| Стадия  | Соперники (посев)                   | Рейтинг   | Счёт                       |
| 1 раунд | Даниэле Браччали Андреас Сеппи (PR) | 293 / 234 | 6-3 2-0 — отказ            |
| 2 раунд | Сандер Арендс Матве Мидделкоп       | 60 / 31   | 6-7(2) 6-1 7-6(3) 7-6(4)   |
| 3 раунд | Кевин Кравиц Андреас Мис (Q)        | 86 / 119  | 6-2 6-7(2) 6-4 6-7(5) 7-5  |
| 1/4     | Артём Ситак Дивидж Шаран            | 39 / 44   | 7-6(4) 7-6(5) 6-7(3) 6-4   |
| 1/2     | Доминик Инглот Франко Шкугор (15)   | 33 / 34   | 6-3 6-1 6-7(11) 6-7(4) 6-4 |
| Финал   | Майкл Винус Равен Класен (13)       | 23 / 30   | 6-3 6-7(7) 6-3 5-7 7-5     |

На следующем Большом шлеме — Открытом чемпионате США Майк и Джек вновь сумели взять титул, но на этот раз путь к победе они смогли пройти намного легче чем на Уимблдоне, проиграв за шесть матчей всего один сет. Эта победа возвысила Сока в парном рейтинге на второе место, сразу после своего партнёра по победам в сезоне Майка Брайана.
| Стадия  | Соперники (посев)                        | Рейтинг   | Счёт           |
| 1 раунд | Даниэле Браччали Марко Чеккинато         | 100 / 508 | 6-1 6-1        |
| 2 раунд | Маккензи Макдональд Ёсихито Нисиока (PR) | 265 / -   | 6-1 7-5        |
| 3 раунд | Доминик Инглот Франко Шкугор (16)        | 27 / 39   | 6-2 6-4        |
| 1/4     | Максимо Гонсалес Николас Ярри            | 53 / 70   | 6-4 7-6(3)     |
| 1/2     | Хуан Себастьян Кабаль Роберт Фара (5)    | 10 / 11   | 6-2 6-7(1) 6-4 |
| Финал   | Лукаш Кубот Марсело Мело (7)             | 13 / 14   | 6-3 6-1        |

После выступления в Нью-Йорке Сок принял участие на Кубке Лейвера Джек Сок принял участие во всех парных матчах и во всех одержал победу. Джек Сок и Майк Брайан выступили в концовке сезона на Итоговом турнире. На групповом этапе они выиграли матчи у пар Кубот и Мело и Марах и Павич, и проиграли паре Эрбер и Маю. Таким образом, они вышли со второго места в полуфинал. В полуфинале они обыграли пару Джейми Маррей и Бруно Соарес. В финале они снова сошлись с французской парой Пьер-Юг Эрбер и Николя Маю. На этот раз они одержали победу со счётом 7-5, 1-6, [13-11]. Таким образом, в паре с Майком Брайаном Джек Сок выиграл все 3 главных турнира, в которых они сыграли (Уимблдон, США и Итоговый турнир) и занял второе место в парном рейтинге по итогам 2018 года.

### 2019—2023 (травма, возвращение и завершение карьеры)

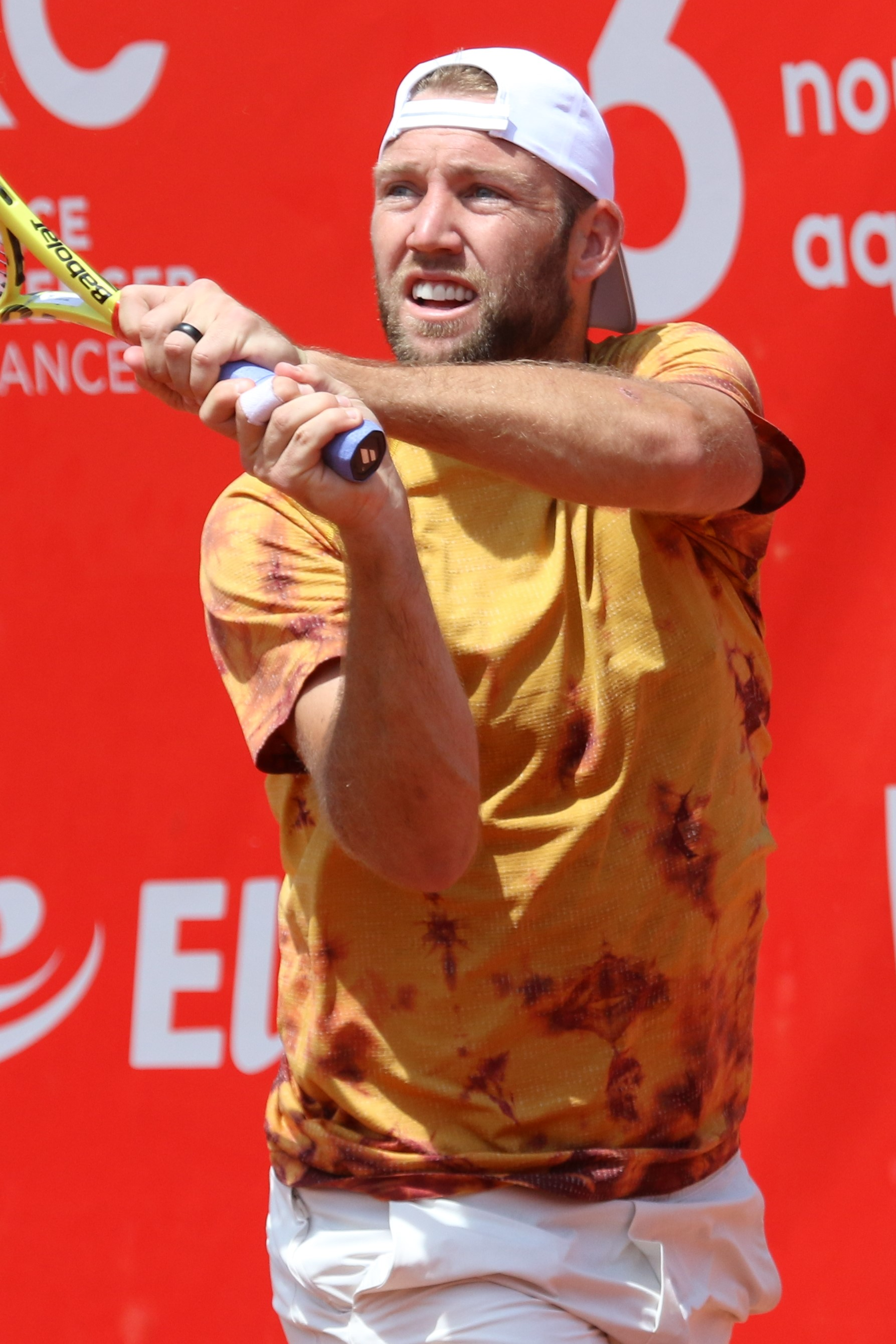
На турнире в Бордо 2022 года

На Открытом чемпионате Австралии 2019 года Джек Сок проиграл в одиночном турнире в первом круге, а в парном дошёл до третьего. Впоследствии он получил травму на отдыхе, катаясь на сноуборде, из-за которой выбыл на полгода. Возвращение на корт произошло в конце июля. На Открытом чемпионате США он проиграл в первом раунде Пабло Куэвасу в трёх сетах. В парном разряде вместе с Джексоном Уитроу дошёл до четвертьфинала, но уступили паре Джейми Маррей и Нил Скупски.
На Кубке Лейвера Сок сенсационно в одиночном разряде обыграл итальянца Фабио Фоньини. Это была его единственная победа в одиночке в 2019 году. При этом в парном разряде он проиграл менее значимый матч в первый день и выиграл 2 других во второй и третий дни.
В оставшейся части сезона выступил на Кубке Дэвиса в составе сборной США. Выиграл парный матч вместе с Сэмом Куэрри против пары Болелли и Фоньини из Италии. Матч против сборной Канады не состоялся. Сборная США вылетела с турнира на групповом этапе с 3 места из-за поражений в одиночных матчах.
В неполном из-за пандемии коронавирусной инфекции сезоне 2020 года Сок не смог обрести прежний уровень. В одиночном разряде он проигрывал на ранних стадиях турниров АТП-тура, и единственный раз в сезоне сыграл на турнире младшей серии «челленджер» в США. На Открытом чемпионате США и Ролан Гаррос он проиграл на стадии второго раунда.
В июне 2021 года Сок выиграл «челленджер» в США. В июле он выиграл первый парный титул в Туре с 2018 года, взяв его на турнире в Ньюпорте в паре с Уильямом Блумбергом. Там же он вышел в четвертьфинал в одиночном разряде. На Открытом чемпионате США Сок получил уайлд-кард в одиночные соревнования и доиграл до третьего раунда, в котором он снялся в четвёртом сете Александром Зверевым.
В марте 2022 года Сок в третий раз выиграл парный розыгрыш турнира в Индиан-Уэлсе (второй раз в дуэте с Джоном Изнером). Весной он выиграл последний одиночный титул в карьере на «челленджере» в США. Летом ему удалось выйти через три раунда квалификации в основную сетку Уимблдона и пройти в целом до третьего раунда. В парном разряде на Уимблдоне Сок вышел в четвертьфинал в партнёрстве с Денисом Кудлой. В августе на турнире в Вашингтоне Сок сыграл в команде с Ником Кирьосом и смог выиграть свой последний профессиональный титул в карьере.
2023 год стал последним в карьере Сока. Последним выступлением стала игра на Открытом чемпионате США, где он завершил свой путь в первом раунде в парном разряде и миксте. Сок завершил карьеру в возрасте 30 лет.

## Рейтинг на конец года
| Год  | Одиночный рейтинг | Парный рейтинг |
| 2023 | 671               | 190            |
| 2022 | 131               | 43             |
| 2021 | 145               | 153            |
| 2020 | 253               | 134            |
| 2019 |                   | 119            |
| 2018 | 106               | 2              |
| 2017 | 8                 | 39             |
| 2016 | 23                | 16             |
| 2015 | 26                | 19             |
| 2014 | 42                | 15             |
| 2013 | 102               | 101            |
| 2012 | 150               | 168            |
| 2011 | 381               | 370            |
| 2010 | 878               | 687            |
| 2009 | 699               |                |

По данным официального сайта ATP на последнюю неделю года.

## Выступления на турнирах

### Финалы турнировATPв одиночном разряде (8)

#### Победы (4)
| Легенда                         |
| ------------------------------- |
| Турниры Большого шлема (0+3+1)* |
| Итоговый турнир ATP (0+1)       |
| Олимпиада (0+0+1)               |
| Мастерс (1+4)                   |
| АТР 500 (0+3)                   |
| АТР 250 (3+6)                   |

| Титулы по покрытиям | Титулы по месту проведения матчей турнира |
| ------------------- | ----------------------------------------- |
| Хард (3+13+2)*      | Зал (1+3)                                 |
| Грунт (1+1)         | Зал (1+3)                                 |
| Трава (0+3)         | Открытый воздух (3+14+2)                  |
| Ковёр (0)           | Открытый воздух (3+14+2)                  |

* количество побед в одиночном разряде + количество побед в парном разряде + количество побед в миксте.
| №  | Дата            | Турнир                 | Покрытие   | Соперник в финале | Счёт          |
| 1. | 12 апреля 2015  | Хьюстон, США           | Грунт      | Сэм Куэрри        | 7-6(9) 7-6(2) |
| 2. | 14 января 2017  | Окленд, Новая Зеландия | Хард       | Жуан Соуза        | 6-3 5-7 6-3   |
| 3. | 26 февраля 2017 | Делрей-Бич, США        | Хард       | Милош Раонич      | Без игры      |
| 4. | 5 ноября 2017   | Париж, Франция         | Хард (зал) | Филип Краинович   | 5-7 6-4 6-1   |

#### Поражения (4)
| №  | Дата            | Турнир                 | Покрытие   | Соперник в финале      | Счёт            |
| 1. | 25 октября 2015 | Стокгольм, Швеция      | Хард (зал) | Томаш Бердых           | 6-7(1) 2-6      |
| 2. | 16 января 2016  | Окленд, Новая Зеландия | Хард       | Роберто Баутиста Агут  | 1-6 0-1 — отказ |
| 3. | 10 апреля 2016  | Хьюстон, США           | Грунт      | Хуан Монако            | 6-3 3-6 5-7     |
| 4. | 23 октября 2016 | Стокгольм, Швеция (2)  | Хард (зал) | Хуан Мартин дель Потро | 5-7 1-6         |

### Финалы челленджеров и фьючерсов в одиночном разряде (11)

#### Победы (6)
| Условные обозначения |
| Челленджеры (4+1)*   |
| Фьючерсы (2+2)       |

| Титулы по покрытиям | Титулы по месту проведения матчей турнира |
| ------------------- | ----------------------------------------- |
| Хард (3+1)*         | Зал (0)                                   |
| Грунт (3+2)         | Зал (0)                                   |
| Трава (0)           | Открытый воздух (6+3)                     |
| Ковёр (0)           | Открытый воздух (6+3)                     |

* количество побед в одиночном разряде + количество побед в парном разряде.
| №  | Дата            | Турнир             | Покрытие | Соперник в финале | Счёт           |
| 1. | 22 ноября 2009  | Амелия-Айленд, США | Грунт    | Артём Ситак       | 7-6(5) 1-6 6-3 |
| 2. | 15 января 2012  | Плантейшн, США     | Грунт    | Джейсон Каблер    | 6-1 7-6(5)     |
| 3. | 14 октября 2012 | Тибурон, США       | Хард     | Миша Зверев       | 6-1 1-6 7-6(3) |
| 4. | 7 июля 2013     | Уиннетка, США      | Хард     | Брэдли Клан       | 6-4 6-2        |
| 5. | 6 июня 2021     | Литл-Рок, США      | Хард     | Эмилио Гомес      | 7-5 6-4        |
| 6. | 1 мая 2022      | Саванна, США       | Грунт    | Кристиан Харрисон | 6-4 6-1        |

#### Поражения (5)
| №  | Дата           | Турнир                | Покрытие   | Соперник в финале | Счёт              |
| 1. | 30 января 2011 | Уэстон, США           | Грунт      | Филлип Симмондс   | 2-6 2-6           |
| 2. | 18 ноября 2012 | Шампейн, США          | Хард (зал) | Тим Смычек        | 6-2 6-7(1) 5-7    |
| 3. | 27 апреля 2014 | Саванна, США          | Грунт      | Ник Кирьос        | 6-2 6-7(4) 4-6    |
| 4. | 8 марта 2020   | Индиан-Уэлс, США      | Хард       | Стив Джонсон      | 4-6 4-6           |
| 5. | 19 июня 2022   | Илкли, Великобритания | Трава      | Зизу Бергс        | 6-7(7) 6-2 6-7(6) |

### Финалы турниров Большого шлема в парном разряде (3)

#### Победы (3)
| №  | Год  | Турнир                 | Покрытие | Партнёр        | Соперники в финале       | Счёт                      |
| 1. | 2014 | Уимблдон               | Трава    | Вашек Поспишил | Боб Брайан Майк Брайан   | 7-6(5) 6-7(3) 6-4 3-6 7-5 |
| 2. | 2018 | Уимблдон (2)           | Трава    | Майк Брайан    | Майкл Винус Равен Класен | 6-3 6-7(7) 6-3 5-7 7-5    |
| 3. | 2018 | Открытый чемпионат США | Хард     | Майк Брайан    | Лукаш Кубот Марсело Мело | 6-3 6-1                   |

### Финалы Итогового турнираATPв парном разряде (1)

#### Победа (1)
| №  | Год  | Турнир                 | Покрытие   | Партнёр     | Соперники в финале       | Счёт            |
| 1. | 2018 | Лондон, Великобритания | Хард (зал) | Майк Брайан | Николя Маю Пьер-Юг Эрбер | 5-7 6-1 [13-11] |

### Финалы турниров ATP в парном разряде (27)

#### Победы (17)
| №   | Дата            | Турнир                  | Покрытие   | Партнёр            | Соперники в финале                   | Счёт                      |
| 1.  | 3 марта 2013    | Делрей-Бич, США         | Хард       | Джеймс Блейк       | Максим Мирный Хория Текэу            | 6-4 6-4                   |
| 2.  | 5 июля 2014     | Уимблдон                | Трава      | Вашек Поспишил     | Боб Брайан Майк Брайан               | 7-6(5) 6-7(3) 6-4 3-6 7-5 |
| 3.  | 27 июля 2014    | Атланта, США            | Хард       | Вашек Поспишил     | Стив Джонсон Сэм Куэрри              | 6-3 5-7 [10-5]            |
| 4.  | 21 марта 2015   | Индиан-Уэлс, США        | Хард       | Вашек Поспишил     | Симоне Болелли Фабио Фоньини         | 6-4 6-7(3) [10-7]         |
| 5.  | 11 октября 2015 | Пекин, Китай            | Хард       | Вашек Поспишил     | Даниэль Нестор Эдуар Роже-Васслен    | 3-6 6-3 [10-6]            |
| 6.  | 25 октября 2015 | Стокгольм, Швеция       | Хард (зал) | Николас Монро      | Майкл Винус Мате Павич               | 7-5 6-2                   |
| 7.  | 16 октября 2016 | Шанхай, Китай           | Хард       | Джон Изнер         | Хенри Континен Джон Пирс             | 6-4 6-4                   |
| 8.  | 30 октября 2016 | Базель, Швейцария       | Хард (зал) | Марсель Гранольерс | Майкл Винус Роберт Линдстедт         | 6-3 6-4                   |
| 9.  | 25 февраля 2018 | Делрей-Бич, США (2)     | Хард       | Джексон Уитроу     | Николас Монро Джон-Патрик Смит       | 4-6 6-4 [10-8]            |
| 10. | 17 марта 2018   | Индиан-Уэлс, США (2)    | Хард       | Джон Изнер         | Боб Брайан Майк Брайан               | 7-6(4) 7-6(2)             |
| 11. | 26 мая 2018     | Лион, Франция           | Грунт      | Ник Кирьос         | Роман Ебавый Матве Мидделкоп         | 7-5 2-6 [11-9]            |
| 12. | 14 июля 2018    | Уимблдон (2)            | Трава      | Майк Брайан        | Майкл Винус Равен Класен             | 6-3 6-7(7) 6-3 5-7 7-5    |
| 13. | 7 сентября 2018 | Открытый чемпионат США  | Хард       | Майк Брайан        | Лукаш Кубот Марсело Мело             | 6-3 6-1                   |
| 14. | 18 ноября 2018  | Финал Мирового тура ATP | Хард (зал) | Майк Брайан        | Николя Маю Пьер-Юг Эрбер             | 5-7 6-1 [13-11]           |
| 15. | 18 июля 2021    | Ньюпорт, США            | Трава      | Уильям Блумберг    | Остин Крайчек Вашек Поспишил         | 6-2 7-6(3)                |
| 16. | 19 марта 2022   | Индиан-Уэлс, США (3)    | Хард       | Джон Изнер         | Сантьяго Гонсалес Эдуар Роже-Васслен | 7-6(4) 6-3                |
| 17. | 7 августа 2022  | Вашингтон, США          | Хард       | Ник Кирьос         | Иван Додиг Остин Крайчек             | 7-5 6-4                   |

#### Поражения (10)
| №   | Дата            | Турнир            | Покрытие   | Партнёр          | Соперники в финале                  | Счёт              |
| 1.  | 24 февраля 2013 | Мемфис, США       | Хард (зал) | Джеймс Блейк     | Боб Брайан Майк Брайан              | 1-6 2-6           |
| 2.  | 17 августа 2014 | Цинциннати, США   | Хард       | Вашек Поспишил   | Боб Брайан Майк Брайан              | 3-6 2-6           |
| 3.  | 19 октября 2014 | Стокгольм, Швеция | Хард (зал) | Трет Конрад Хьюи | Эрик Буторак Равен Класен           | 4-6 3-6           |
| 4.  | 4 апреля 2015   | Майами, США       | Хард       | Вашек Поспишил   | Боб Брайан Майк Брайан              | 3-6 6-1 [8-10]    |
| 5.  | 8 ноября 2015   | Париж, Франция    | Хард (зал) | Вашек Поспишил   | Иван Додиг Марсело Мело             | 6-2 3-6 [5-10]    |
| 6.  | 19 марта 2016   | Индиан-Уэлс, США  | Хард       | Вашек Поспишил   | Николя Маю Пьер-Юг Эрбер            | 3-6 6-7(5)        |
| 7.  | 15 мая 2016     | Рим, Италия       | Грунт      | Вашек Поспишил   | Боб Брайан Майк Брайан              | 6-2 3-6 [7-10]    |
| 8.  | 9 октября 2016  | Пекин, Китай      | Хард       | Бернард Томич    | Пабло Карреньо Буста Рафаэль Надаль | 7-6(6) 2-6 [8-10] |
| 9.  | 2 апреля 2017   | Майами, США (2)   | Хард       | Николас Монро    | Лукаш Кубот Марсело Мело            | 5-7 3-6           |
| 10. | 8 октября 2017  | Пекин, Китай (2)  | Хард       | Джон Изнер       | Хенри Континен Джон Пирс            | 3-6 6-3 [7-10]    |

### Финалы челленджеров и фьючерсов в парном разряде (13)

#### Победы (3)
| №  | Дата           | Турнир         | Покрытие | Партнёр           | Соперники в финале               | Счёт            |
| 1. | 14 ноября 2010 | Пенсакола, США | Грунт    | Димитар Кутровски | Дэвин Бриттон Джордан Кокс       | 5-7 6-2 [10-8]  |
| 2. | 6 февраля 2011 | Палм-Кост, США | Грунт    | Димитар Кутровски | Блейк Строуд Грегори Уэллетт     | 6-3 3-6 [10-8]  |
| 3. | 18 апреля 2021 | Орландо, США   | Хард     | Митчелл Крюгер    | Деннис Новиков Кристиан Харрисон | 4-6 7-5 [13-11] |

#### Поражения (10)
| №   | Дата            | Турнир             | Покрытие   | Партнёр           | Соперники в финале                | Счёт               |
| 1.  | 27 июня 2010    | Чико, США          | Хард       | Димитар Кутровски | Нима Рошан Жозе Стэтем            | 3-6 6-0 [8-10]     |
| 2.  | 18 июля 2010    | Пеория, США        | Грунт      | Секу Бангура      | Бенджамин Роджерс Тейлор Фоглеман | 2-6 4-6            |
| 3.  | 21 ноября 2010  | Амелия-Айленд, США | Грунт      | Димитар Кутровски | Робби Пул Мислав Хизак            | 2-6 6-7(3)         |
| 4.  | 30 января 2011  | Уэстон, США        | Грунт      | Димитар Кутровски | Ким Хён Джун Чо Сун Джэ           | 3-6 4-6            |
| 5.  | 9 октября 2011  | Сакраменто, США    | Хард       | Николас Монро     | Карстен Болл Крис Гуччоне         | 6-7(3) 6-1 [5-10]  |
| 6.  | 15 января 2012  | Плантейшн, США     | Грунт      | Николас Монро     | Джармере Дженкинс Дрю Кортни      | 6-7(3) 5-7         |
| 7.  | 29 января 2012  | Гонолулу, США      | Хард       | Николас Монро     | Амер Делич Трэвис Реттенмайер     | 4-6 6-7(3)         |
| 8.  | 11 февраля 2012 | Даллас, США        | Хард (зал) | Николас Монро     | Доминик Инглот Крис Итон          | 7-6(6) 4-6 [17-19] |
| 9.  | 4 ноября 2012   | Шарлотсвилл, США   | Хард (зал) | Джармере Дженкинс | Джон Пирс Джон-Патрик Смит        | 5-7 1-6            |
| 10. | 7 июля 2013     | Уиннетка, США      | Хард       | Сомдев Девварман  | Юки Бхамбри Майкл Винус           | 6-2 2-6 [8-10]     |

### Финалы турниров Большого шлема в смешанном парном разряде (1)

#### Победа (1)
| №  | Год  | Турнир                 | Покрытие | Партнёрша   | Соперники в финале         | Счёт              |
| 1. | 2011 | Открытый чемпионат США | Хард     | Мелани Уден | Хисела Дулко Эдуардо Шванк | 7-6(4) 4-6 [10-8] |

### Финалы Олимпийских турниров в смешанном парном разряде (1)

#### Победа (1)
| №  | Год  | Турнир                   | Покрытие | Партнёр             | Соперники в финале       | Счёт              |
| 1. | 2016 | Рио-де-Жанейро, Бразилия | Хард     | Бетани Маттек-Сандс | Винус Уильямс Раджив Рам | 6-7(3) 6-1 [10-7] |

### Финалы командных турниров (1)

#### Поражение (1)
| №  | Год  | Турнир        | Команда                    | Соперник в финале               | Счёт в финале |
| 1. | 2017 | Кубок Хопмана | США · К.Вандевеге, Дж. Сок | Франция · К.Младенович, Р.Гаске | 1-2           |

## История выступлений на турнирах
| Турнир                       | 2010          | 2011          | 2012  | 2013          | 2014          | 2015          | 2016  | 2017          | 2018          | 2019          | 2020          | 2021          | 2022          | 2023          | Итог   | В/П за карьеру |
| ---------------------------- | ------------- | ------------- | ----- | ------------- | ------------- | ------------- | ----- | ------------- | ------------- | ------------- | ------------- | ------------- | ------------- | ------------- | ------ | -------------- |
| Турниры Большого шлема       |               |               |       |               |               |               |       |               |               |               |               |               |               |               |        |                |
| Открытый чемпионат Австралии | -             | -             | -     | К             | 2Р            | -             | 2Р    | 3Р            | 1Р            | 1Р            | -             | -             | -             | -             | 0 / 5  | 4-5            |
| Открытый чемпионат Франции   | -             | -             | -     | 2Р            | 3Р            | 4Р            | 3Р    | 1Р            | 1Р            | -             | 2Р            | -             | К             | -             | 0 / 7  | 9-7            |
| Уимблдонский турнир          | -             | -             | -     | К             | 2Р            | 1Р            | 3Р    | 2Р            | 1Р            | -             | НП            | -             | 3Р            | -             | 0 / 6  | 6-6            |
| Открытый чемпионат США       | 1Р            | 2Р            | 3Р    | 3Р            | 1Р            | 2Р            | 4Р    | 1Р            | 2Р            | 1Р            | 2Р            | 3Р            | 1Р            | -             | 0 / 13 | 13-13          |
| Итог                         | 0 / 1         | 0 / 1         | 0 / 1 | 0 / 2         | 0 / 4         | 0 / 3         | 0 / 4 | 0 / 4         | 0 / 4         | 0 / 2         | 0 / 2         | 0 / 1         | 0 / 2         | 0 / 0         | 0 / 31 |                |
| В/П в сезоне                 | 0-1           | 1-1           | 2-1   | 3-2           | 4-4           | 4-3           | 8-4   | 3-4           | 1-4           | 0-2           | 2-2           | 2-1           | 2-2           | 0-0           |        | 32-31          |
| Итоговые турниры             |               |               |       |               |               |               |       |               |               |               |               |               |               |               |        |                |
| Итоговый турнир ATP          | -             | -             | -     | -             | -             | -             | -     | 1/2           | -             | -             | -             | -             | -             | -             | 0 / 1  | 2-2            |
| Олимпийские игры             |               |               |       |               |               |               |       |               |               |               |               |               |               |               |        |                |
| Летняя олимпиада             | Не проводился | Не проводился | -     | Не проводился | Не проводился | Не проводился | 1Р    | Не проводился | Не проводился | Не проводился | Не проводился | -             | Не проводился | Не проводился | 0 / 1  | 0-1            |
| Турниры Мастерс              |               |               |       |               |               |               |       |               |               |               |               |               |               |               |        |                |
| Индиан-Уэлс                  | -             | -             | 1Р    | 1Р            | 1Р            | 4Р            | 3Р    | 1/2           | 3Р            | -             | НП            | 1Р            | 2Р            | 2Р            | 0 / 10 | 11-10          |
| Майами                       | К             | 1Р            | -     | К             | 2Р            | 3Р            | 3Р    | 1/4           | 3Р            | -             | НП            | -             | 1Р            | -             | 0 / 7  | 8-7            |
| Монте-Карло                  | -             | -             | -     | -             | -             | -             | -     | -             | -             | -             | НП            | -             | -             | -             | 0 / 0  | 0-0            |
| Мадрид                       | -             | -             | -     | -             | -             | 2Р            | 3Р    | 1Р            | 1Р            | -             | НП            | -             | -             | -             | 0 / 4  | 3-4            |
| Рим                          | -             | -             | -     | -             | К             | 1Р            | 2Р    | 3Р            | 2Р            | -             | -             | -             | -             | -             | 0 / 4  | 4-4            |
| Монреаль/Торонто             | -             | -             | -     | К             | 2Р            | 3Р            | 3Р    | 2Р            | 1Р            | -             | НП            | -             | -             | -             | 0 / 5  | 6-5            |
| Цинциннати                   | -             | -             | К     | 1Р            | 1Р            | 2Р            | -     | 1Р            | 1Р            | К             | -             | К             | К             | -             | 0 / 5  | 1-5            |
| Шанхай                       | -             | -             | -     | К             | 3Р            | 2Р            | 1/4   | 1Р            | 1Р            | -             | Не проводился | Не проводился | Не проводился | -             | 0 / 5  | 6-5            |
| Париж                        | -             | -             | -     | -             | 2Р            | 1Р            | 1/4   | П             | 1/4           | -             | -             | -             | -             | -             | 1 / 5  | 11-4           |
| Статистика за карьеру        |               |               |       |               |               |               |       |               |               |               |               |               |               |               |        |                |
| Проведено финалов            | 0             | 0             | 0     | 0             | 0             | 2             | 3     | 3             | 0             | 0             | 0             | 0             | 0             | 0             | 8      |                |
| Выиграно турниров            | 0             | 0             | 0     | 0             | 0             | 1             | 0     | 3             | 0             | 0             | 0             | 0             | 0             | 0             | 4      |                |
| В/П: всего                   | 0-1           | 1-2           | 5-7   | 10-13         | 27-20         | 35-18         | 37-21 | 38-21         | 9-21          | 1-4           | 3-4           | 6-5           | 7-11          | 2-4           |        | 181-154        |
| Σ % побед                    | 0 %           | 33 %          | 42 %  | 43 %          | 57 %          | 66 %          | 64 %  | 64 %          | 43 %          | 20 %          | 43 %          | 55 %          | 39 %          | 33 %          |        | 54 %           |

| Турнир                       | 2011  | 2012  | 2013          | 2014          | 2015          | 2016  | 2018          | 2019          | 2020          | 2021  | 2022          | 2023          | Итог   | В/П за карьеру |
| ---------------------------- | ----- | ----- | ------------- | ------------- | ------------- | ----- | ------------- | ------------- | ------------- | ----- | ------------- | ------------- | ------ | -------------- |
| Турниры Большого шлема       |       |       |               |               |               |       |               |               |               |       |               |               |        |                |
| Открытый чемпионат Австралии | -     | -     | -             | -             | -             | 1/4   | -             | 3Р            | -             | -     | -             | -             | 0 / 2  | 4-2            |
| Открытый чемпионат Франции   | -     | -     | 2Р            | 3Р            | 1/4           | 2Р    | 3Р            | -             | 2Р            | -     | -             | -             | 0 / 6  | 10-6           |
| Уимблдонский турнир          | -     | -     | -             | П             | 3Р            | 3Р    | П             | -             | НП            | -     | 1/4           | 1Р            | 2 / 6  | 19-4           |
| Открытый чемпионат США       | 1Р    | 2Р    | 1Р            | 3Р            | 1Р            | -     | П             | 1/4           | 2Р            | 2Р    | -             | 1Р            | 1 / 10 | 14-8           |
| Итог                         | 0 / 1 | 0 / 1 | 0 / 2         | 1 / 3         | 0 / 3         | 0 / 3 | 2 / 3         | 0 / 2         | 0 / 2         | 0 / 1 | 0 / 1         | 0 / 2         | 2 / 24 |                |
| В/П в сезоне                 | 0-1   | 1-1   | 1-2           | 10-2          | 5-3           | 5-3   | 14-1          | 5-2           | 2-2           | 1-0   | 3-1           | 0-2           |        | 47-20          |
| Итоговые турниры             |       |       |               |               |               |       |               |               |               |       |               |               |        |                |
| Итоговый турнир ATP          | -     | -     | -             | -             | -             | -     | П             | -             | -             | -     | -             | -             | 1 / 1  | 4-1            |
| Олимпийские игры             |       |       |               |               |               |       |               |               |               |       |               |               |        |                |
| Летняя олимпиада             | НП    | -     | Не проводился | Не проводился | Не проводился | III   | Не проводился | Не проводился | Не проводился | -     | Не проводился | Не проводился | 0 / 1  | 4-1            |

К — проиграл в квалификационном турнире.
| Турнир                       | 2010          | 2011          | 2012  | 2013  | 2016  | 2017          | 2018          | 2022          | 2023          | Итог   | В/П за карьеру |
| ---------------------------- | ------------- | ------------- | ----- | ----- | ----- | ------------- | ------------- | ------------- | ------------- | ------ | -------------- |
| Турниры Большого шлема       |               |               |       |       |       |               |               |               |               |        |                |
| Открытый чемпионат Австралии | -             | -             | -     | 1Р    | -     | -             | -             | -             | -             | 0 / 1  | 0-1            |
| Открытый чемпионат Франции   | -             | -             | -     | -     | -     | -             | -             | -             | -             | 0 / 0  | 0-0            |
| Уимблдонский турнир          | -             | -             | -     | -     | -     | 2Р            | 3Р            | 1/2           | -             | 0 / 3  | 6-3            |
| Открытый чемпионат США       | 1Р            | П             | 2Р    | 1Р    | -     | -             | -             | 1/4           | 1Р            | 1 / 6  | 7-5            |
| Итог                         | 0 / 1         | 1 / 1         | 0 / 1 | 0 / 2 | 0 / 0 | 0 / 1         | 0 / 1         | 0 / 2         | 0 / 1         | 1 / 10 |                |
| В/П в сезоне                 | 0-1           | 4-0           | 1-1   | 0-2   | 0-0   | 1-1           | 2-1           | 5-2           | 0-1           |        | 13-9           |
| Олимпийские игры             |               |               |       |       |       |               |               |               |               |        |                |
| Летняя олимпиада             | Не проводился | Не проводился | -     | НП    | П     | Не проводился | Не проводился | Не проводился | Не проводился | 1 / 1  | 4-0            |